# Rue de la Marseillaise
La rue de la Marseillaise est une voie du 19e arrondissement de Paris, en France.

## Situation et accès
La rue de la Marseillaise est une voie publique située dans le nord-est de Paris, précisément dans le 19e arrondissement de Paris. Elle débute avenue de la Porte-Chaumont et se termine au 2, rue des Sept-Arpents.

## Origine du nom

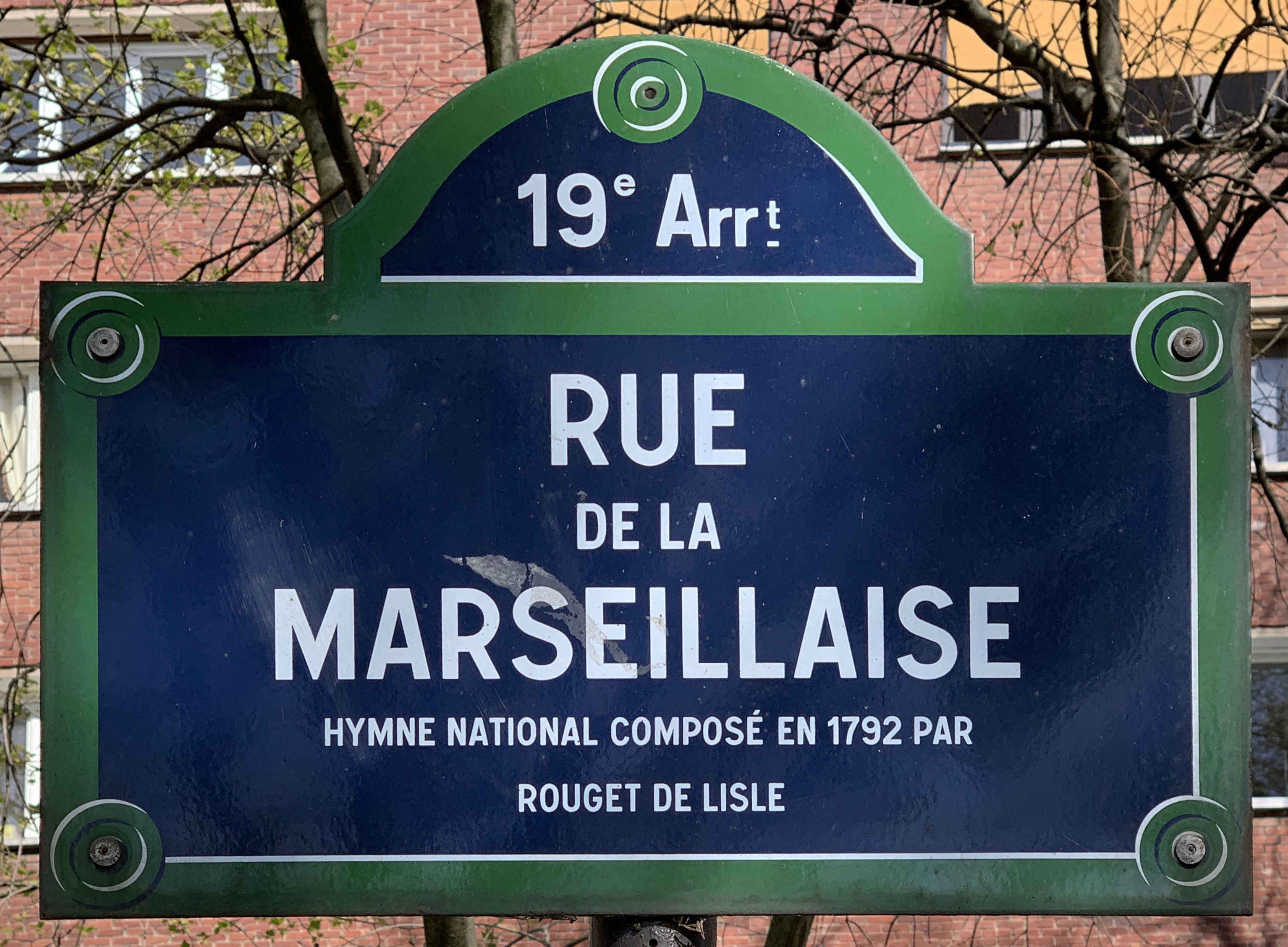
Plaque de la rue.

Elle porte le nom de La Marseillaise, hymne national composé en 1792 par Rouget de Lisle. 

## Historique
Elle était située autrefois sur le territoire du Pré-Saint-Gervais sous le nom de « rue Rouget de l'Isle ». Annexée à Paris par décret du 27 juillet 1930, cette rue prend alors sa dénomination actuelle par un arrêté du 3 juin 1932. 
Le surplus dénommé, par arrêté du 18 avril 1963, « allée de la Marseillaise », a été aménagé lors de la création des abords du boulevard périphérique en 1966.